# GhanaSat-1
GhanaSat-1, conosciuto anche come Bird G o Bird GG, è stato il primo satellite del Ghana. 
Il satellite, del tipo CubeSat, è stato progettato e realizzato da tre giovani ricercatori ghanesi dell'All Nations University in collaborazione con il Kyushu Institute of Technology nell'ambito del progetto Birds-1. Il lancio è stato effettuato il 3 giugno 2017 dal John F. Kennedy Space Center con un razzo vettore Falcon 9, che con una navicella Dragon 1 lo ha trasportato sulla Stazione Spaziale Internazionale, da cui è stato collocato in orbita il 7 luglio.
Il satellite aveva il compito di scattare foto delle zone costiere del Ghana per realizzare mappe più accurate e studiare gli effetti delle radiazioni cosmiche sui microprocessori disponibili in commercio. GhanaSat-1 aveva a bordo due telecamere per l'osservazione terrestre e sensori per la rilevazione delle radiazioni cosmiche. Il satellite poteva inoltre comunicare con i radioamatori, trasmettendo dallo spazio musiche richieste da terra.
Il satellite è rientrato nell’atmosfera il 22 maggio 2019.